# Carex inanis
Espèce
Classification phylogénétique
Carex inanis est une espèce des plantes du genre Carex et de la famille des Cyperaceae.